# Nedlloyd Hongkong (schip, 1994)
De Nedlloyd Hongkong was een containerschip van Nedlloyd dat in 1994 gebouwd werd door Ishikawajima-Harima Heavy Industries. Het werd opgeleverd met een Sulzer 12RTA84C dieselmotor met 41.260 kW die het schip een vaart gaf van zo'n 23 knopen, terwijl het 4112 TEU kon vervoeren. Het was het zusterschip van de Nedlloyd Honshu.
Deze twee postpanamaxschepen werden gebouwd na een kleinere serie panamaxschepen met de Nedlloyd Asia, Nedlloyd Europa, Nedlloyd America, Nedlloyd Africa en Nedlloyd Oceania. De opdracht voor de bouw van deze vijf schepen was eind 1989 gegeven. Het waren open-containerschepen, een gevolg van het idee om de cell-guides waarin de containers onderdeks staan bovendeks door te trekken. Het grote voordeel daarvan was dat de bovendekse containers niet meer gesjord hoefden te worden. Alleen op het voorste laadruim lagen luikdeksels om de invloed van overgaand water te beperken. Ze kregen daarop van Fairplay de naam ultimate container carriers (UCCs). Het legde wel beperkingen op aan het aantal containers dat geplaatst kon worden bovenop een positie.
In 1996 kwam het schip in de Golf van Biskaje in aanvaring met de Walili.
In 2010 brak onderweg naar Goa brand uit in de machinekamer, waarna de bemanning van boord werd gehaald door de Indiase marine. Het schip werd daarna voor reparatie naar Jebel Ali gesleept door de Smit Langkawi.
In 2014 arriveerde het schip als Hemol in Alang waar het werd gesloopt.